# Parmeliella
Parmeliella Müll. Arg (łusecznica) – rodzaj grzybów z rodziny Pannariaceae. Ze względu na współżycie z glonami zaliczany jest do grupy porostów.

## Systematyka i nazewnictwo
Pozycja w klasyfikacji według Index Fungorum: Pannariaceae, Peltigerales, Lecanoromycetidae, Lecanoromycetes, Pezizomycotina, Ascomycota, Fungi.
Nazwa polska według W. Fałtynowicza.

## Niektóre gatunki
- Parmeliella aggregata P.M. Jørg. & D.J. Galloway 1999
- Parmeliella brisbanensis (C. Knight) P.M. Jørg. & D.J. Galloway 1992
- Parmeliella coerulescens Müll. Arg. 1893
- Parmeliella diffracta Müll. Arg. 1893
- Parmeliella furfuracea P.M. Jørg. 2001
- Parmeliella granulata I.M. Lamb 1955
- Parmeliella granulifera P.M. Jørg. 2001
- Parmeliella ligulata P.M. Jørg. & D.J. Galloway 1992
- Parmeliella mariana (Fr.) P.M. Jørg. & D.J. Galloway 1992
- Parmeliella nigrocincta (Mont.) Müll. Arg. 1881
- Parmeliella palmatula P.M. Jørg. 2001
- Parmeliella papillata P.M. Jørg. 2001
- Parmeliella parvula P.M. Jørg. 1977
- Parmeliella polyphyllina P.M. Jørg. 2001
- Parmeliella subtilis P.M. Jørg. & P. James 1999
- Parmeliella testacea P.M. Jørg. 1978
- Parmeliella thysanota (Stirt.) Zahlbr. 1925
- Parmeliella triptophylla (Ach.) Müll. Arg. 1862 – łusecznica koralkowata

Nazwy naukowe na podstawie Index Fungorum. Uwzględniono tylko taksony zweryfikowane.  Nazwy polskie według W. Fałtynowicza.